# Back to December
"Back to December" é uma canção composta e interpretada pela cantora estadunidense Taylor Swift, e produzida por Swift com Nathan Chapman. Foi primeiramente lançada em 12 de outubro de 2010 como single promocional como parte de uma campanha da iTunes Store para o lançamento do álbum Speak Now (2010). Entretanto, em 15 de novembro de 2010, foi oficialmente lançada como segundo single do álbum. De acordo com Swift, "Back to December" é a primeira canção em que ela se desculpa com alguém, e o ator Taylor Lautner é a inspiração da obra. "Back to December" é considerada uma balada country pop orquestral e sua letra expõe um apelo de perdão por terminar o relacionamento com um ex-namorado.
"Back to December" recebeu critícas positivas e foi considerada uma das melhores canções de Speak Now. Os critícos elogiaram a canção por sua letra expressiva, sua melodia indelével e o aperfeiçoamento vocal de Swift. A canção obteve sucesso comercial, alcançando a posição seis na Billboard Hot 100 e a terceira posição na Billboard Hot Country Songs dos Estados Unidos, e a sétima colocação no Hot 100 do Canadá. Internacionalmente, a obra teve um sucesso moderado, alcançando o 24º lugar na Nova Zelândia e o 26º na Austrália.
O videoclipe correspondente para "Back to December" foi dirigido por Yoann Lemoine, e recebido com críticas positivas por parte dos críticos especialistas. Para promover o single, a intérprete apresentou a obra em diversas ocasiões, como nas premiações American Music Awards e Country Music Association Awards.

## Antecedentes e lançamento
"Eu nunca senti a necessidade de pedir desculpa numa canção antes, mas nos últimos dois anos aprendi muito e por vezes aprende-se uma lição tarde demais, e nesse momento é preciso pedir desculpa porque foi descuidado".

— Comentário feito por Swift sobre o pedido de desculpas em "Back to December".
De acordo com Taylor Swift, "Back to December" é um pedido de desculpas a um antigo namorado sob a forma de uma canção, algo que a intérprete nunca havia feito. O ator estadunidense Taylor Lautner, ex-namorado de Swift confirmou em 2016 que foi a inspiração para a faixa. Em 12 de outubro de 2010, "Back to December" foi lançada como single promocional de Speak Now, como parte do seu lançamento exclusivo na iTunes Store. Foi oficializado como segundo single do álbum em 15 de novembro do mesmo ano.

## Composição
|                                                    | "Back to December" (2010) Demonstração de vinte e sete segundos de "Back to December". |
| Problemas para escutar este arquivo? Veja a ajuda. |                                                                                        |

"Back to December" é uma canção country pop com duração de quatro minutos e 55 segundos. Stephen M. Deusner, do Engine 145, chamou-a de "uma elegante balada com guitarras solenes e excelentes letras". A obra é definida em tempo comum com 72 batidas por minuto, foi escrita em ré maior com os vocais da cantora se expandindo em uma oitava, da nota fá sustenido para lá. Randy Lewis, do Los Angeles Times, comentou que "Back to December" é uma de duas músicas em que Swift incluí uma orquestra em seu disco.
A narrativa da canção é em primeira pessoa, e retrata a intérprete pedindo desculpas a um jovem cujo coração ela partiu. Mandi Bierly, da Entertainment Weekly, descreve a faixa como "melancólica", acrescentando que "na melodia [...] Swift diz que lamenta pela última vez que seu ex-namorado a viu e que deseja ter percebido o que ele tinha.

## Análise da crítica
"Back to December" atraiu avaliações positivas dos críticos musicais. Rob Sheffield, da revista Rolling Stone, comentou que "a voz de Swift se adapta aos seus tons melancólicos ou graves". Jonathan Keefe, da Slant Magazine, elogiou a capacidade da escrita de Swift por "escrever uma melodia inesquecível" a sua produção também foi elogiada, e ainda acrescentou que "não é fácil fazer uma canção melancólica como 'Back to December'". Bobby Peacock, da Roughstock, deu à canção quatro estrelas de cinco e elogiou a voz da intérprete, afirmando que os seus vocais são os melhores deste "Tim McGraw". O The Oxonian Review considerou a obra como peça central do álbum.
Ryan Brockington, do New York Post, descreveu "Back to December" como "uma faixa muito surpreendente e um pouco brilhante, onde Swift canta sobre o desejo de corrigir uma relação". Foi descrita como um "pedido de desculpas cheio de arrependimento" por Rudy Klapper, da Sputnikmusic. Kevin John Coyne, do Country Universe, classificou a produção da canção com nota "B", elogiando a letra em particular.

### Prêmios e indicações
| Ano  | Premiação               | Categoria                  | Resultado | Ref.   |
| ---- | ----------------------- | -------------------------- | --------- | ------ |
| 2011 | American Country Awards | Videoclipe Feminino do Ano | Indicado  | [ 19 ] |
| 2011 | BMI Awards              | Publisher of the Year      | Venceu    | [ 20 ] |
| 2011 | BMI Awards              | Award-Winning Songs        | Venceu    | [ 20 ] |
| 2011 | Teen Choice Awards      | Choice Break-Up Song       | Venceu    | [ 21 ] |

## Aparição na literatura
Na obra literária He Spoke With Authority: Get, Then Give the Advantage of Confidence do autor norte-americano Thomas Fellows, a letra de "Back to December" é citada, com Fellows escrevendo: "Quando se é vulnerável com alguém há uma conexão que não pode ser desfeita e o olhar para as suas cartas irá descobrir que tem um lado vencedor. Quando você ganha é permitindo que a outra pessoa o veja — permitindo que o ajude quando precisa, chorando consigo quando sente que necessita de conforto e o ajudando a erguer-se quando sente que não pode suportar o seu próprio peso". O autor também escreve em estilo narrativo pessoal assim como Swift.

## Videoclipe

### Desenvolvimento e lançamento
O videoclipe acompanhante para "Back to December" foi dirigido por Yoann Lemoine, e gravado no final de dezembro de 2010. Numa entrevista à Country Music Television, Lemoine explicou que desenvolveu a ideia para o vídeo após ter se inspirado no filme E.T. the Extra-Terrestrial, disse também à MTV News que queria que o clipe fosse simples mas metafórico, acrescentando: "Eu queria trabalhar a frieza dos sentimentos de uma forma muito visual". O modelo Guntars Asmanis é o intérprete amoroso de Swift na obra, que estreou em 13 de janeiro de 2011 nos canais de TV a cabo CMT e Great American Country. Os locais de filmagens do vídeo incluíram Nova Iorque e Nashville.

### Sinopse

Durante o vídeo musical, Swift aparece escrevendo uma carta para o seu ex-namorado.

No início do vídeo, um rapaz caminha sozinho num campo de futebol nevado e logo depois Swift aparece na cozinha de sua casa usando um suéter estando a chorar e cantando sobre o seu amor perdido, enquanto vagueia morosamente por sua casa. Depois, é vista sentada numa banheira com saudades do seu antigo namorado que não a tratava bem. Na metade do vídeo começa a nevar na casa onde Swift está, e uma montagem da intérprete escrevendo uma carta é mostrada, com cenas de seu ex-namorado andando pela cidade. Ao final do clipe, Swift coloca a carta que escreveu no casaco de seu ex-namorado antes dele partir.

### Recepção
As recepções críticas em relação ao videoclipe foram mistas, Jillian Mapes, da Billboard, acreditava que o vídeo estava "apropriadamente subestimado". O The Improper Bostonian notou que o clipe tem "o aspecto e a sensação de um telefilme da Hallmark Channel", enquanto Amos Barshad, da revista New York, considerou-o "terrível". Tamar Anitai, da MTV, o descreveu como "chato", e Leah Collins, da revista canadense Dose.ca, afirmou que o vídeo é "melancólico" e "emotivo".

## Apresentações ao vivo

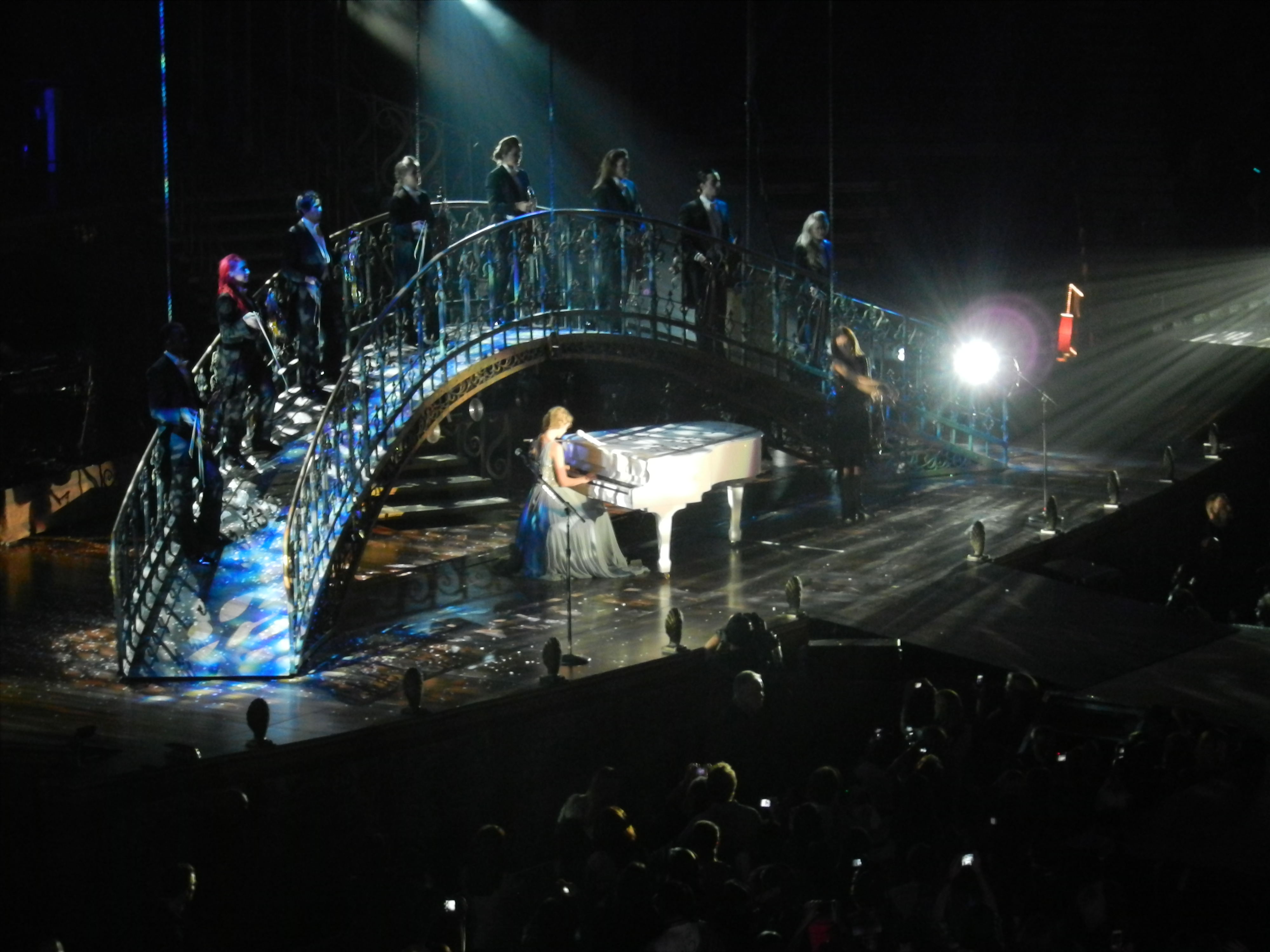
Swift interpretando "Back to December" durante a Speak Now World Tour.

"Back to December" foi apresentada pela primeira vez em Paris num concerto no teatro Salle Wagram, em 18 de outubro de 2010, em divulgação para o disco Speak Now, que seria lançado em 25 de outubro do mesmo ano. Em seu lançamento, Swift apresentou o especial Speak Now: Taylor Swift Live From New York City que contou com todas as canções do álbum e foi transmitido pelos websites CMT.com, MTV.com, VH1.com e MTV Networks (para a América Latina, Ásia, Austrália e Europa).
A intérprete divulgou "Back to December" em várias ocasiões, como em 10 de novembro de 2010 na 44.ª edição anual do Country Music Association Awards em Nashville, Tennessee. A performance foi avaliada com uma nota de "B+" pelo Los Angeles Times, notando que "manteve-a simples". No American Music Awards de 2010, Swift apresentou um mashup de "Back to December" com a canção "Apologize" da banda estadunidense OneRepublic. Foi classificada com "B-" pelo Los Angeles Times, notando que a utilização de "Apologize" no fim da apresentação foi desnecessário.
Algumas faixas de Speak Now (incluindo "Back to December") foram apresentadas em 24 de novembro de 2010, durante a noite de Ação de Graças na NBC. Em 2 de dezembro do mesmo ano a obra foi apresentada no The Ellen DeGeneres Show. No dia 31 de janeiro de 2011, Swift cantou "Back to December" no Terminal 5 da JetBlue em Nova Iorque. Foi incluída no repertório oficial de sua segunda turnê mundial, a Speak Now World Tour, com elementos das canções "Apologize" e "You're Not Sorry". Posteriormente, a performance foi adicionada ao primeiro álbum ao vivo de Swift, o intitulado Speak Now: World Tour Live.

## Faixas e formatos
| Download digital dos Estados Unidos e Europa |                    |         |  |
| N.º                                          | Título             | Duração |  |
| 1.                                           | "Back to December" | 4:54    |  |

| Download digital da versão acústica dos Estados Unidos |                                      |         |  |
| N.º                                                    | Título                               | Duração |  |
| 1.                                                     | "Back to December" (versão acústica) | 4:52    |  |

## Créditos
Todo o processo de elaboração de "Back to December" atribui os seguintes créditos:
- Taylor Swift: vocalista principal, composição, produção
- Nathan Chapman: produção, piano, órgão, sintetizadores, bandolim
- Tim Lauer: piano, hammond B3
- Al Wilson: percussão
- Eric Darken: percussão
- Paul Sidoti: orquestra
- Rob Hajacos: fiddle
- Smith Curry: steel guitar

## Desempenho comercial
"Back to December" é uma das 14 faixas da edição padrão de Speak Now, que entraram no top 40 da Billboard Hot 100. Após o seu lançamento como single promocional atingiu a sexta posição na Hot 100 — com 242 mil unidades vendidas digitalmente. Após o seu lançamento oficial como single, reentrou na tabela no número 74. "Back to December" também entrou em outras tabelas musicais da revista Billboard, entre elas: Hot Digital Songs (1), Mainstream Top 40 (11) e Adult Pop Songs (12). A obra foi a quinta canção de Swift a não ter alcançado a primeira colocação na Hot Country Songs, porém, conseguiu atingir o pico de número três. Foi a única faixa de Speak Now que apareceu na tabela de fim de ano da Hot 100, do ano de 2011. Desde novembro de 2017, "Back to December" havia vendido duas milhões de cópias em território estadunidense.
Internacionalmente, "Back to December" obteve sucesso moderado, a canção estreou na sétima posição no Canadian Hot 100, do Canadá. Na Austrália e Nova Zelândia, atingiu o pico de número 26 e 24, respectivamente.

### Posições nas tabelas musicais
| Tabela musical (2010—11)                      | Melhor posição |
| --------------------------------------------- | -------------- |
| Austrália (ARIA)                              | 26             |
| Canadá (Billboard CHR/Top 40)                 | 34             |
| Canadá (Billboard Country)                    | 5              |
| Canadá (Billboard Hot AC)                     | 29             |
| Canadá (Canadian Hot 100)                     | 7              |
| Estados Unidos (Billboard Adult Contemporary) | 14             |
| Estados Unidos (Billboard Adult Pop Songs)    | 11             |
| Estados Unidos (Billboard Hot 100)            | 6              |
| Estados Unidos (Billboard Hot Country Songs)  | 3              |
| Estados Unidos (Billboard Mainstream Top 40)  | 11             |
| Nova Zelândia (Recorded Music NZ)             | 24             |

| Tabela musical (2011)                         | Melhor posição |
| --------------------------------------------- | -------------- |
| Estados Unidos (Billboard Adult Contemporary) | 30             |
| Estados Unidos (Billboard Adult Pop Songs)    | 42             |
| Estados Unidos (Billboard Hot 100)            | 74             |
| Estados Unidos (Billboard Hot Country Songs)  | 38             |
| Estados Unidos (Billboard Radio Songs)        | 58             |

| Região                                              | Certificação | Vendas    |
| --------------------------------------------------- | ------------ | --------- |
| Canadá (Music Canada)                               | Ouro         | 40,000*   |
| Estados Unidos (RIAA)                               | 2× Platina   | 2,000,000 |
| *números de vendas baseados somente na certificação |              |           |

## Histórico de lançamento
| País           | Data                   | Formato           | Gravadora(s)          |
| -------------- | ---------------------- | ----------------- | --------------------- |
| Estados Unidos | 12 de outubro de 2010  | Download digital  | Big Machine Records   |
| Estados Unidos | 14 de novembro de 2010 | Rádios country    | Big Machine Records   |
| Estados Unidos | 30 de novembro de 2010 | Rádios mainstream | Big Machine Records   |
| Reino Unido    | 20 de março de 2011    | Download digital  | Universal Music Group |